# Microrhopala rubrolineata
Microrhopala rubrolineata är en skalbaggsart som först beskrevs av Mannerheim 1843.  Microrhopala rubrolineata ingår i släktet Microrhopala och familjen bladbaggar.

## Underarter
Arten delas in i följande underarter:
- M. r. rubrolineata
- M. r. signaticollis
- M. r. vulnerata